# Lanistes stuhlmanni
Lanistes stuhlmanni е вид коремоного от семейство Ampullariidae. Видът е почти застрашен от изчезване.

## Разпространение
Разпространен е в Танзания.